# Carlos María Federici
Carlos María Federici, auch als Carlos M. Federici geführt, (* 3. Dezember 1941 in Montevideo) ist ein uruguayischer Schriftsteller.

## Leben
Federici veröffentlichte umfangreich Artikel und Erzählungen in uruguayischen, argentinischen, mexikanischen, spanischen, belgischen, finnischen und schwedischen Zeitschriften. Auch erschienen Comics aus seiner Autorenschaft in Uruguay und Argentinien. Darüber hinaus trat er vielfach als Buchautor in Erscheinung und ist mit seinen Werken auch Bestandteil von Anthologien im In- und Ausland. Zu seinen Büchern gehören mehrere Kriminalromane. "Dos caras para un crimen", einer dieser Kriminalromane, erschien unter dem Heteronym Charles Fredson. Mehrfach wurde Federici für seine Arbeit auch ausgezeichnet. So erhielt er 1970 für seine Geschichte "Final de Película" den Ersten Preis des XIII Aniversario de El Popular. Im Folgejahr wurde ihm für den in Co-Autorenschaft mit Alberto Miller verfassten Roman "¿Juan, decís?" den Ersten Preis der Intendencia von Montevideo (IMM) verliehen. 1974 erhielt er für den erst 1989 veröffentlichten Roman "Goddeu-$ - Los ejecutivos de Dios" einen weiteren Preis der Intendencia. 1986 wurde er beim II. Literaturwettbewerb "Melvin Jones" mit dem Ersten Preis prämiert. Im Folgejahr erhielt er beim Hucha de Oro in Madrid den "Hucha de Plata".

## Veröffentlichungen (Auswahl)
- "La orilla roja", 1972
- "Mi trabajo es el crimen", 1974
- "Avoir du chien et être au parfum", 1976
- "Dos caras para un crimen", 1982
- "Goddeu-$ - Los ejecutivos de Dios", 1989
- "Umbral de las tinieblas", 1990
- "El asesino no las quire rubias", 1991
- "Cuentos policiales", 1993
- "El nexo de Maeterlinck", 1993
- "Llegar a Khordoora", 1994